# 安大略高速鐵路
安大略高速鐵路是加拿大安大略省一個計畫中的高速鐵路系統，目前处于籌備中，自2014年起整個計劃正在進行環境評量中。全線行車速度設計為最高可達320 km/h，連接多伦多與伦敦，並減短路程到一小時半之內。 并在未来可能继续延长至整个魁北克市-温莎走廊。

## 路線
多伦多、多倫多皮爾遜國際機場、滑鐵盧、伦敦